# Rock of Gibraltar
Rock of Gibraltar (IRE) (8 de marzo de 1999–23 de octubre de 2022) fue un caballo de carreras irlandés de purasangre que ganó siete veces el Grupo 1, incluidas las 2000 Guineas y las Irish 2,000 Guineas en 2002. Se encontraba en Irlanda durante la temporada de cría del hemisferio norte y en Australia como "semental lanzadera" durante la temporada de cría del hemisferio sur.

## Antecedentes
Rock of Gibraltar fue engendrado por el semental Danehill. Lleva el nombre del Peñón de Gibraltar, un promontorio monolítico de piedra caliza situado en Gibraltar, en el extremo sur de la península ibérica.

## Carrera deportiva
El caballo fue entrenado por Aidan O'Brien en Ballydoyle Stables, Co. Tipperary, Irlanda. O'Brien también lo crio en colaboración con su esposa Anne-Marie y su suegro Joe Crowley. A lo largo de dos temporadas, Rock of Gibraltar consiguió siete victorias consecutivas en el Grupo 1 antes de quedar segundo tras Domedriver en la Breeders' Cup Mile de 2002. Fue elegido el Caballo Europeo del Año de 2002.
Durante gran parte de su carrera, Rock of Gibraltar corrió con los colores del entrenador del Manchester United, Sir Alex Ferguson, que fue nombrado copropietario junto con Susan Magnier, esposa del propietario de Coolmore John Magnier. Tras la retirada de Rock of Gibraltar, Ferguson y John Magnier se vieron envueltos en una disputa sobre la naturaleza exacta de la propiedad del caballo. La disputa se resolvió extrajudicialmente.

## Carrera semental
Los mejores hijos de Rock of Gibraltar son el ganador de la Copa de Hong Kong y el subcampeón del Derby de Epsom Eagle Mountain, y los ganadores del Grupo 1 Samitar, Seventh Rock, Mount Nelson, Varenar y Society Rock.

## Récords de carrera
| Fecha                    | Curso               | Distancia   | Carrera                     | Clase          | Posición | Jinete         | Probabilidades |
| 21 de abril de 2001      | Curragh, IRE        | 5 furlongs  | First Flier E.B.F. Maiden   | Maiden (2yo)   | 1 de 6   | M J Kinane     | 11/10F         |
| 19 de junio de 2001      | Ascot, GB           | 6 furlongs  | Coventry Stakes             | Grupo 3 (2yo)  | 6 de 20  | M J Kinane     | 10/1           |
| 1 de julio de 2001       | Curragh, IRE        | 6 furlongs  | Railway Stakes              | Grupo 3 (2yo)  | 1 de 7   | M J Kinane     | 1/2F           |
| 22 de agosto de 2001     | York, GB            | 6 furlongs  | Gimcrack Stakes             | Grupo 2 (2yo)  | 1 de 9   | M J Kinane     | 11/4           |
| 14 de septiembre de 2001 | Doncaster, GB       | 7 furlongs  | Champagne Stakes            | Grupo 2 (2yo)  | 2 de 8   | M J Kinane     | 11/10          |
| 7 de octubre de 2001     | Longchamp, FR       | 1400 meters | Grand Critérium             | Grupo 1 (2yo)  | 1 de 5   | M J Kinane     | 4/5J           |
| 20 de octubre de 2001    | Newmarket, GB       | 7 furlongs  | Dewhurst Stakes             | Grupo 1 (2yo)  | 1 de 8   | M J Kinane     | 4/6F           |
| 4 de mayo de 2002        | Newmarket, GB       | 1 mile      | 2000 Guineas                | Grupo 1 (3yo)  | 1 de 22  | Johnny Murtagh | 9/1            |
| 25 de mayo de 2002       | Curragh, IRE        | 1 mile      | Irish 2,000 Guineas         | Grupo 1 (3yo)  | 1 de 7   | M J Kinane     | 4/7F           |
| 18 de junio de 2002      | Ascot, GB           | 1 mile      | St. James's Palace Stakes   | Grupo 1 (3yo)  | 1 de 9   | M J Kinane     | 4/5F           |
| 31 de julio de 2002      | Goodwood, GB        | 1 mile      | Sussex Stakes               | Grupo 1 (3yo+) | 1 de 5   | M J Kinane     | 8/13F          |
| 8 de septiembre de 2002  | Longchamp, FR       | 1600 meters | Prix du Moulin de Longchamp | Grupo 1 (3yo+) | 1 de 7   | M J Kinane     | 3/5J           |
| 26 de octubre de 2002    | Arlington Park, USA | 1 mile      | Breeders' Cup Mile          | Grupo 1 (3yo+) | 2 de 14  | M J Kinane     | 4/5F           |

## Pedigree
| Padre Danehill      | Danzig        | Northern Dancer | Nearctic         |
| Padre Danehill      | Danzig        | Northern Dancer | Natalma          |
| Padre Danehill      | Danzig        | Pas de Nom      | Admiral's Voyage |
| Padre Danehill      | Danzig        | Pas de Nom      | Petitioner       |
| Padre Danehill      | Razyana       | His Majesty     | Ribot            |
| Padre Danehill      | Razyana       | His Majesty     | Flower Bowl      |
| Padre Danehill      | Razyana       | Spring Adieu    | Buckpasser       |
| Padre Danehill      | Razyana       | Spring Adieu    | Natalma          |
| Madre Offshore Boom | Be My Guest   | Northern Dancer | Nearctic         |
| Madre Offshore Boom | Be My Guest   | Northern Dancer | Natalma          |
| Madre Offshore Boom | Be My Guest   | What a Treat    | Tudor Minstrel   |
| Madre Offshore Boom | Be My Guest   | What a Treat    | Rare Treat       |
| Madre Offshore Boom | Push a Button | Bold Lad        | Bold Ruler       |
| Madre Offshore Boom | Push a Button | Bold Lad        | Barn Pride       |
| Madre Offshore Boom | Push a Button | River Lady      | Prince John      |
| Madre Offshore Boom | Push a Button | River Lady      | Nile Lady        |

- Rock of Gibraltar es endogámico 3 × 3 con Northern Dancer. Esto también significa que Rock de Gibraltar es consanguíneo con Nearctic y Natalma 4 x 4. Sin embargo, como toda la descendencia de Danehill, Rock de Gibraltar es consanguíneo 4 × 4 con la yegua Natalma. Como resultado de esto, Rock de Gibraltar es consanguíneo 4 × 4 x 4 con Natalma.